# Basoteve
Basoteve är en ort i Mexiko.   Den ligger i kommunen El Fuerte och delstaten Sinaloa, i den västra delen av landet, 1 200 km nordväst om huvudstaden Mexico City. Basoteve ligger 106 meter över havet och antalet invånare är 135.
Terrängen runt Basoteve är platt åt sydväst, men åt nordost är den kuperad. Runt Basoteve är det ganska glesbefolkat, med 23 invånare per kvadratkilometer. Närmaste större samhälle är San Blas, 10,4 km nordväst om Basoteve. I omgivningarna runt Basoteve växer huvudsakligen savannskog.